# Йешке, Генрих Август
Генрих Август Йешке (нем. Heinrich August Jäschke, 17 мая 1817 — 24 сентября 1883) — миссионер и востоковед, автор перевода Библии на тибетский язык и видный исследователь этого языка.
Родился в Саксонии. В 1856—1868 участвовал в миссии протестантов-евангелистов в Тибете. Подготовил немецко-тибетский (нем. «Handwörterbuch der tibetischen Sprache», 1871—1875) и тибетско-английский (англ. «Tibetan-English dictionary», 1882) словари, а также «Грамматику тибетского языка» (англ. «Tibetan grammar», 2 издание в Лондоне в 1883).